# Thaurorod

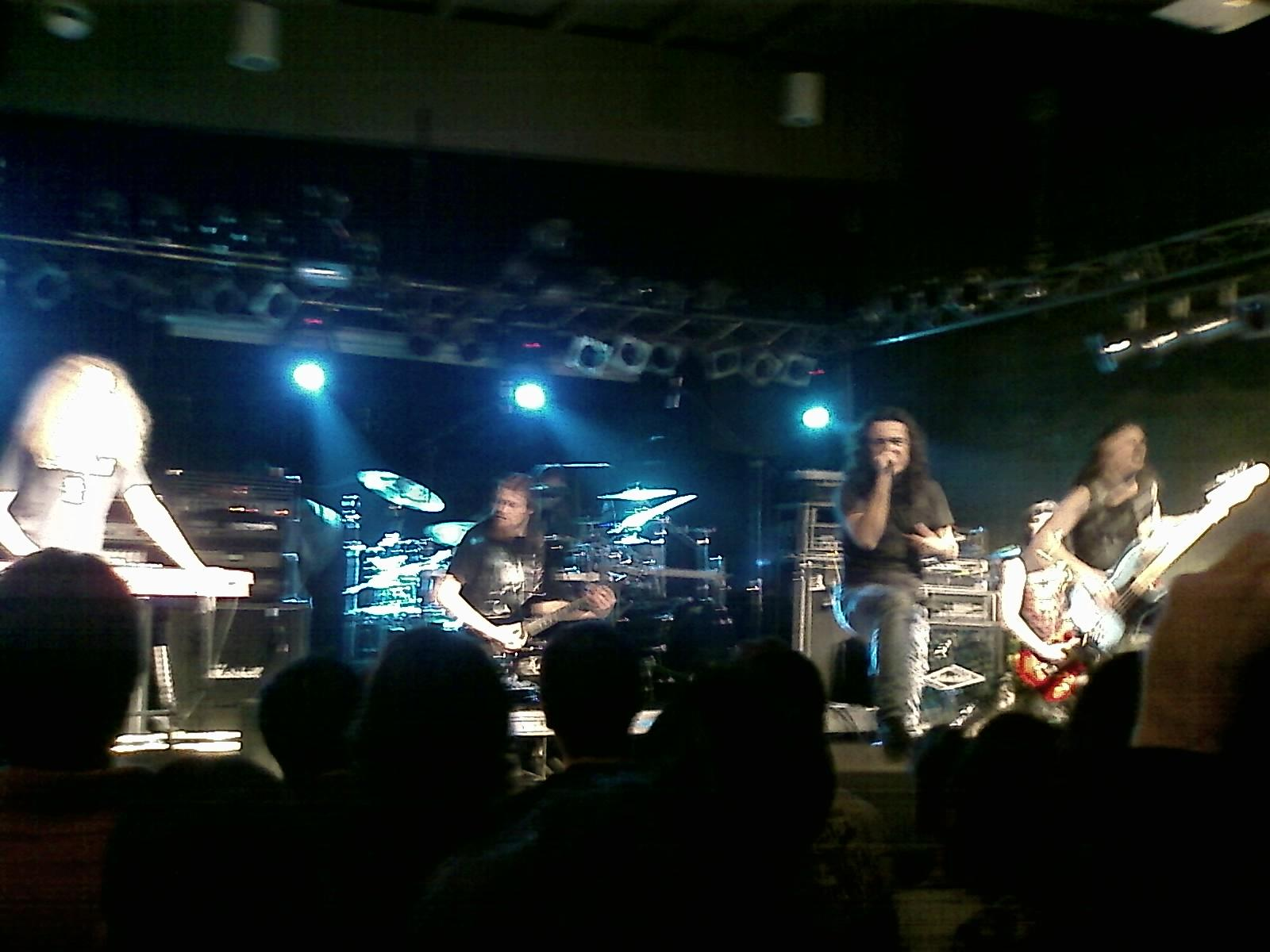
Thaurorod en Florencia 2011

Thaurorod es una banda finlandesa de power metal sinfónico procedente de Hyvinkää y activa desde 2002. El nombre del grupo significa "Montaña del terror" en Sindarin (una lengua ficticia hablada por los elfos en los libros de J.R.R. Tolkien).

## Miembros

### Actuales
- Andi Kravljaca - voz principal (2012-)
- Emil Pohjalainen – guitarras (2002-)
- Lasse Nyman – guitarras (2007-)
- Pasi Tanskanen – bajo (2002-)
- Harri Koskela – teclados (2012-)
- Joonas Pykälä-Aho – batería (2002-)

### Pasados
- Raymond Joint – voz principal (también guitarra)
- Teemu Laitinen – voz principal
- Petra Lehtimäki – voz principal (2004–2005)
- Vladimir Lumi – voz principal (2005–2008)
- Markku Kuikka – voz principal (2008–2010)
- Michele Luppi – voz principal (2010-2012)
- Jarno Korhonen – guitarras
- Seppo Kolehmainen – guitarras
- Tommi Ahtila – guitarras (también teclados) (2005)
- Jani Vesanen – guitarras (2005–2007)
- Emmi Taipale - teclados

## Discografía

### Demo
- Thaurorod - 2005
- Tales of the End - 2006
- Morning Lake - 2007

### Álbum
- Upon Haunted Battlefields - 2010
- Anteinferno - 2013
- Coast Of Gold - 2018